# 1893足球會
1893足球會（Boldklubben af 1893），或普遍稱為B93，是一間位於丹麥首都哥本哈根的職業足球會，於1893年成立，目前於丹麥乙組足球聯賽比賽。B93在第二次世界大戰是丹麥最成功的球會之一，曾經九次成為丹麥足球冠軍。

## 球會榮譽
- 丹麥足球冠軍:

 冠軍（9）：1916, 1927, 1929, 1930, 1934, 1935, 1939, 1942, 1946
- 丹麥盃

 冠軍（1）：1982

## 外部鏈接
- 官方網站（丹麥語） （页面存档备份，存于）